# Coppa del Generalissimo 1971 (hockey su pista)
La Coppa del Generalissimo 1971 è stata la 28ª edizione della principale coppa nazionale spagnola di hockey su pista. Il torneo ha avuto luogo dal 20 maggio al 13 giugno 1971.
Il trofeo è stato vinto dal Reus Deportiu per la quarta volta, la seconda consecutiva, nella sua storia superando in finale il Noia. 

## Risultati

### Ottavi di finale
| Squadra 1    | Totale | Squadra 2      | Andata | Ritorno |
| ------------ | ------ | -------------- | ------ | ------- |
| Igualada     | 8 - 6  | Arenys de Munt | 4 - 3  | 4 - 3   |
| Vic          | 4 - 8  | Reus Deportiu  | 3 - 4  | 1 - 4   |
| Cerdanyola   | 8 - 10 | Vendrell       | 4 - 3  | 4 - 7   |
| Femsa Madrid | 8 - 6  | Sentmenat      | 2 - 4  | 6 - 2   |
| Noia         | 7 - 6  | Mataró         | 3 - 3  | 4 - 3   |
| Barcellona   | 11 - 3 | Reus Ploms     | 5 - 1  | 6 - 2   |
| Calafell     | 9 - 5  | Montemar       | 7 - 2  | 2 - 3   |
| Espanyol     | 5 - 2  | Voltregà       | 4 - 2  | 1 - 0   |

### Quarti di finale
| Squadra 1     | Totale | Squadra 2  | Andata | Ritorno |
| ------------- | ------ | ---------- | ------ | ------- |
| Calafell      | 3 - 6  | Noia       | 3 - 2  | 0 - 4   |
| Espanyol      | 17 - 4 | Igualada   | 10 - 1 | 7 - 3   |
| Femsa Madrid  | 3 - 4  | Vendrell   | 1 - 1  | 2 - 3   |
| Reus Deportiu | 5 - 4  | Barcellona | 1 - 1  | 4 - 3   |

### Semifinali
| Squadra 1 | Totale | Squadra 2     | Andata | Ritorno |
| --------- | ------ | ------------- | ------ | ------- |
| Espanyol  | 1 - 8  | Reus Deportiu | 2 - 1  | 2 - 7   |
| Vendrell  | 8 - 9  | Noia          | 4 - 2  | 4 - 7   |

### Finale
| Sant Sadurní d'Anoia 13 giugno 1971 | Noia | 1 – 4 | Reus Deportiu |  |